# فيروز أباد (لرستان)
فيروز أباد (بالفارسية: فیروزآباد) هي مدينة تقع في محافظة لرستان في غرب إيران. كانت هذه المدينة مركز منطقة فيروز آباد، وهي جزء من مقاطعة سلسلة. يقدر عدد سكانها بـ 2,857 نسمة .